# Senado de Finlandia
El Senado de Finlandia combinó las funciones de gabinete y Corte Suprema en el Gran Ducado de Finlandia de 1816 a 1917 y en la independiente República de Finlandia de 1917 a 1918.
El Senado estaba encabezado por el Gobernador General de Finlandia. Los miembros del Senado tenían que ser ciudadanos finlandeses. El Senado estaba dividido en la división económica y la división judicial. En 1822, ambas divisiones fueron otorgadas al vicepresidente finlandés. Desde 1858 en adelante, los miembros del Senado fueron formalmente conocidos como senadores. Después de la Revolución de febrero de 1917 en Rusia, el vicepresidente de la división económica se convirtió en el presidente del Senado. Debido a la guerra civil, en 1918, el Senado fue trasladado a la localidad de Vaasa del 29 de enero al 3 de mayo.
En 1918, la división económica se convirtió en el Gabinete y la división judicial se convirtió en la Corte Suprema de la independiente República de Finlandia. El vicepresidente del departamento económico se convirtió en el primer ministro de Finlandia, y los otros senadores se convirtieron en ministros.

## Vicepresidentes de la división económica

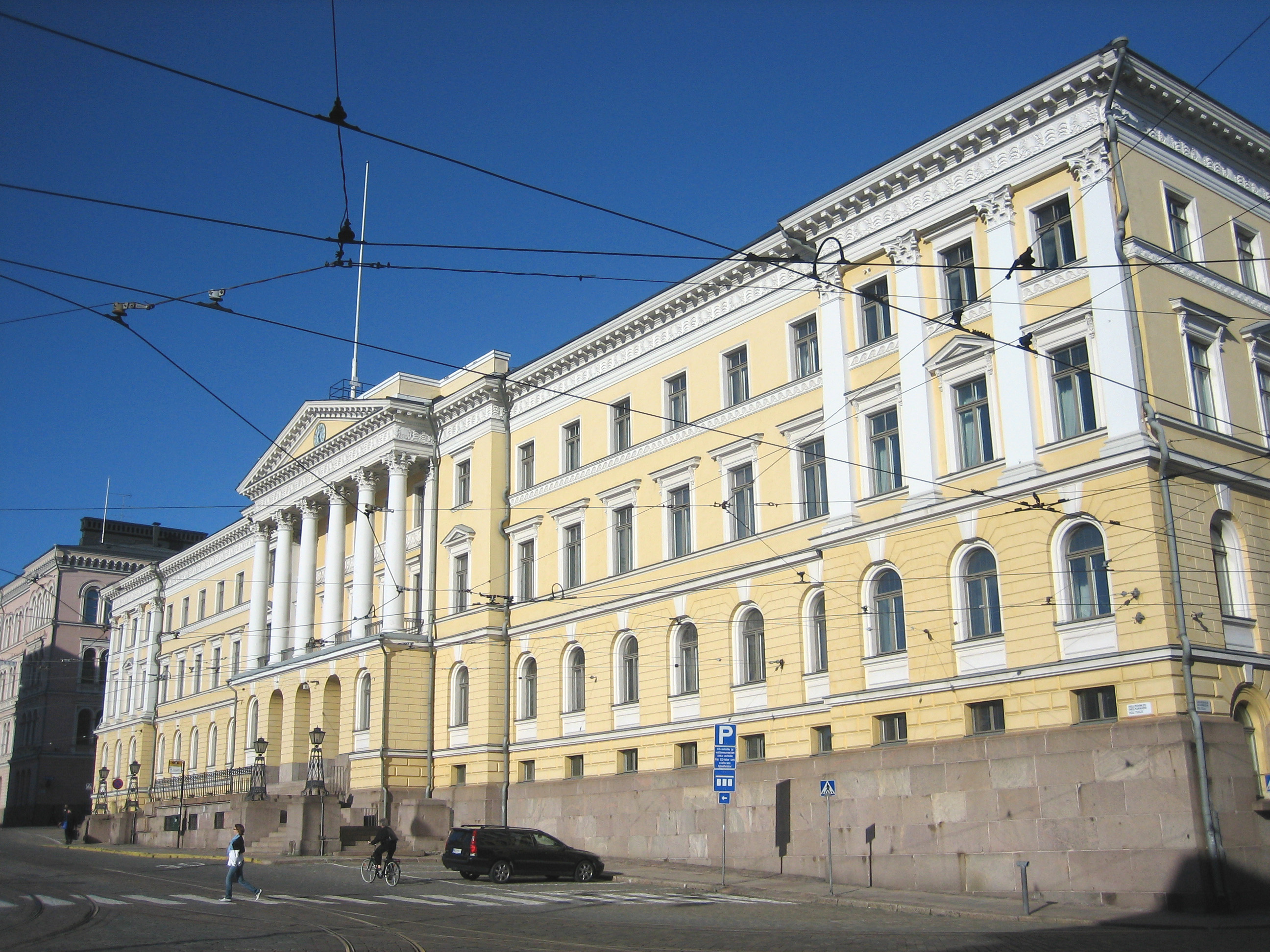
El edificio del Senado en la Plaza del Senado del centro de Helsinki.

- Carl Erik Mannerheim, (1822 - 1826)
- Samuel Fredrik von Born (en funciones), (1826 - 1828)
- Anders Henrik Falck, (1828 - 1833)
- Gustaf Hjärne, (1833 - 1841)
- Lars Gabriel von Haartman, (1841 - 1858)
- Johan Mauritz Nordenstam, (1858 - 1882)
- Edvard Gustaf af Forselles, (1882 - 1885)
- Gustaf Axel Samuel von Troil, (1885 - 1891)
- Sten Carl Tudeer, (1891 - 1900)
- Constantin Linder, (1900 - 1905)
- Emil Streng, (1905)
- Leopold Henrik Stanislaus Mechelin, (1905 - 1908)
- Edvard Immanuel Hjelt, (1908 - 1909)
- August Johannes Hjelt, (1909)
- Anders Wirenius, (1909)
- Vladímir Ivánovich Márkov, (1909 - 1913)
- Mijaíl Borovitínov, (1913 - 1917)
- Anders Wirenius (en funciones), (1917)

## Presidentes del Senado después de febrero de 1917
- Antti Oskari Tokoi, Partido Socialdemócrata (1917)
- Eemil Nestor Setälä, Partido de la Joven Finlandia (1917)
- Pehr Evind Svinhufvud, Partido de la Joven Finlandia (1917-1918)
- Juho Kusti Paasikivi, Partido finlandés (1918)

- Datos: Q1881775